# Cabra feral

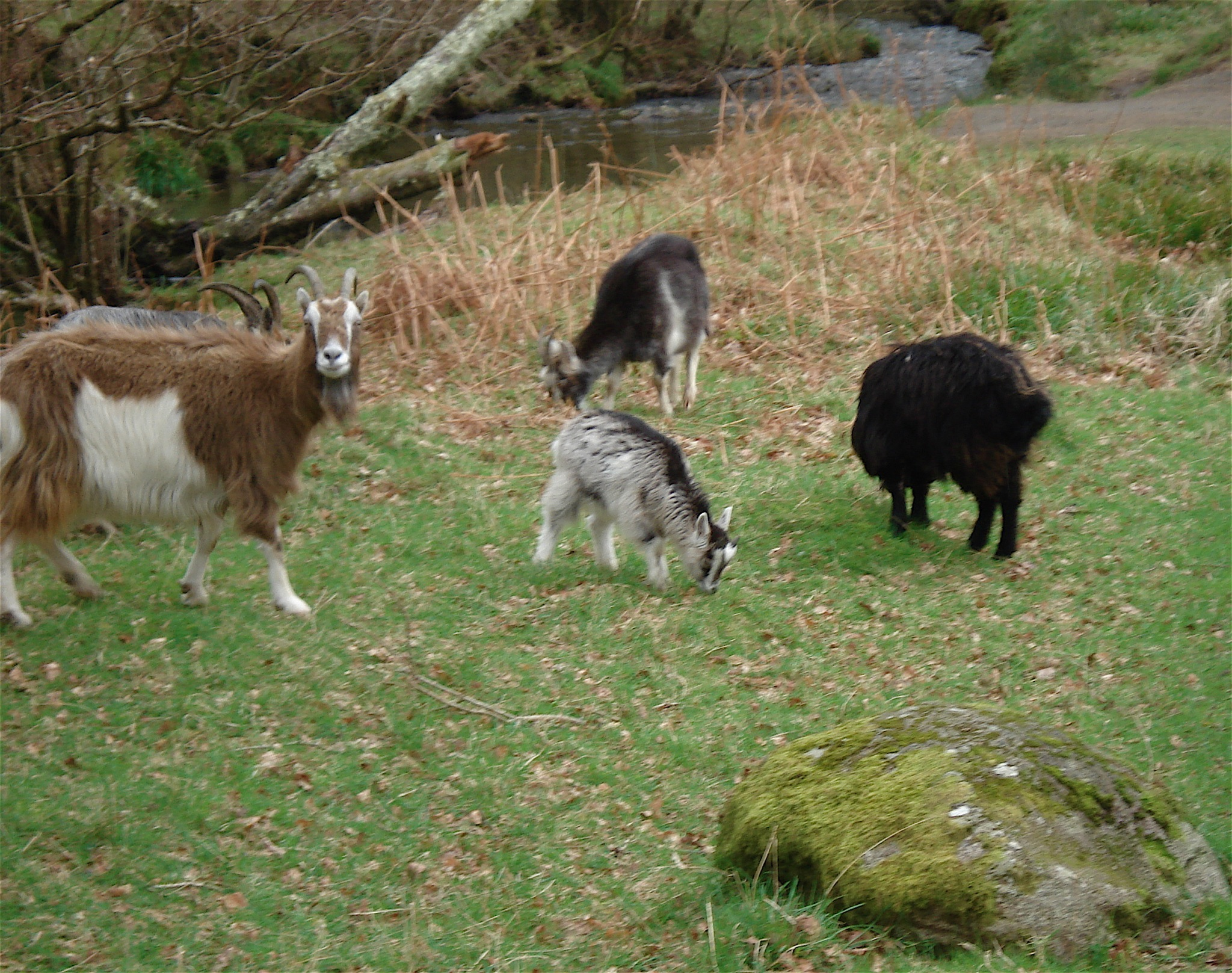
Cabras ferais em Glendalough

A cabra feral é a cabra-doméstica (nome científico: Capra aegagrus hircus) quando se estabelece na natureza. As cabras ferais ocorrem em muitas partes do mundo.

## Espécies
As cabras ferais consistem em muitas raças de cabras, todas originárias da cabra-selvagem (C. aegagrus). Embora possam parecer diferentes, todas compartilham características semelhantes. Fisicamente, tanto as cabras domésticas quanto as selvagens podem ser identificadas por seus chifres retos proeminentes (mais proeminentes nos machos), pupilas retangulares e pelos grossos. Além disso, a maioria das cabras domesticadas / cabras ferais pesam em torno de 100 a 120 libras, com cabras mais pesadas tendendo a ser cabras ferais.

## Comportamento
A cabra feral é vista na Austrália, Nova Zelândia, Irlanda, Grã-Bretanha, Havaí, Brasil, Honduras, Líbano, Panamá, Madagascar, Ilhas Comores, Maurícia, Reunião, Nova Guiné, Galápagos, Cuba e em muitas outras partes do mundo. Quando atinge grandes populações em habitats que não estão adaptados, pode se tornar espécie invasora com sérios efeitos negativos, como a remoção de arbustos nativos, árvores e outras vegetações. As cabras ferais estão incluídas na décima quinta posição na lista 100 das espécies exóticas invasoras mais daninhas do mundo.

### Dieta
As cabras são herbívoros cuja dieta consiste em materiais vegetais, como árvores, arbustos e gramíneas. Devido ao seu estômago, que é de quatro câmaras, têm capacidade de comer muitas plantas que são tipicamente tóxicas para outros animais. Erva-gorda (Arctotheca calendula), por exemplo, é tóxico à maioria dos animais devido à presença de altos níveis de nitrato. No entanto, as cabras têm capacidade de processar esses produtos químicos e comer erva-gorda com poucos problemas. Embora os estômagos das cabras sejam incrivelmente duráveis, alguns materiais ainda permanecem mortais às cabras e elas raramente comem esses materiais. Os fungos, por exemplo, ainda são altamente tóxicos e têm a capacidade de matar uma cabra se consumidos. Solanáceas e árvores frutíferas murchas também são tóxicas e qualquer presença da bactéria Listeria pode ser fatal, pois são incrivelmente suscetíveis às bactérias. Fora os materiais vegetais, as cabras também foram vistas tentando comer quase qualquer objeto sobre o qual tenham curiosidade. Notavelmente, foram vistas comendo lixo, como latas e papelão e, embora seus estômagos possam processar o material, não obtêm valor nutricional e ainda devem comer materiais vegetais.

### Predadores
Tendo uma ampla gama de habitats, as cabras também têm grande variedade de predadores. As espécies caninas são predadores particularmente impactantes da cabra. Estes incluem Coiotes, lobos e raposas. Além dessas espécies, outros animais, como linces e aves de rapina, como águias, caçam e comem cabras ferais.

## Cabras ferais em todo o mundo

### Maiorca
Maiorca é uma ilha nas ilhas Baleares, que fazem parte da Espanha e está localizada no mar Mediterrâneo. Essas cabras ferais foram introduzidas por humanos entre 2300 e 2 050. Foram originalmente usadas como fonte de alimento, mas eventualmente começaram a ser ameaça para cabras domesticadas e espécies de árvores nativas. A maior ameaça à sua conservação é a hibridização com cabras domésticas atuais, mas ambas são da mesma subespécie (Capra aegagrus hircus). Estas populações ameaçam o crescimento de novas árvores em várias florestas da ilha, especialmente carvalhais.

### Inglaterra
Cerca de cinco mil anos AP cabras não-nativas, também conhecidas como cabras primitivas britânicas, foram trazidas à Grã-Bretanha como estoque doméstico, raça para leite e carne. Hoje, as espécies caprinas Capra hircus ainda estão presentes no país com população total de cinco a dez mil indivíduos. O número de caprinos está em constante mudança devido ao manejo, conservação, reprodução e remoção.

### Irlanda
As cabras ferais foram trazidas à Irlanda há mais de 4 000 anos por sua carne, leite e pelo. São normalmente encontradas em regiões montanhosas da Irlanda e não têm predadores conhecidos, nem mesmo humanos. São comuns em muitas áreas da costa oeste irlandesa, incluindo os condados de Mayo, Donegal e Kerry. Existem cerca de cinco mil indivíduos na Irlanda e, embora não sejam formalmente protegidas, muitas vezes são ignoradas pelos humanos e normalmente não são caçadas. São destrutivas quando se trata de espécies nativas porque comem principalmente grama, arbustos e árvores jovens, mas até agora não há planos para erradicá-los do país.

### Nova Zelândia
As cabras ferais da Nova Zelândia foram trazidas às ilhas do Norte e Sul em 1773 pelos primeiros exploradores, baleeiros, caçadores de focas e colonos que trouxeram cabras consigo para alimentação e troca. Com o tempo, mais cabras foram trazidas para diversos fins, desde gado até o manejo de outras espécies de plantas invasoras. Este problema culminou em 14% da Nova Zelândia agora sendo povoada por cabras ferais, as quais começaram a destruir a flora natural das ilhas. Atualmente, a caça e o treinamento das cabras Judas são os principais meios de lidar com a ameaça, mas isso não fez muito para deter as cabras e elas ainda continuam sendo uma ameaça.

### Escócia
As cabras ferais da Escócia foram trazidas por humanos do Período Neolítico para fins agrícolas, mas provavelmente foram abandonadas por volta do final de 1700 devido às Liberações das Terras Altas, as expulsões de número significativo de inquilinos nas Terras Altas e Ilhas Escocesas. Essas pessoas foram incapazes de trazer seu gado consigo e, em vez disso, tiveram que deixá-los vagar pelas Terras Altas. As cabras desse coletivo de gado conseguiram se estabelecer nesse ambiente, no entanto, em pouco tempo, a população de cabras explodiu para cerca de três a quatro mil. Embora sejam muito comuns de se ver, também são consideradas espécie invasora não nativa pelo governo escocês, bem como grande ameaça às Terras Altas da Escócia, com evidências de que contribuem às pressões de pastoreio em pelo menos 18 diferentes áreas de conservação. A caça continua sendo uma das principais formas de manejo da população e, embora alguns planos de manejo populacional tenham sido discutidos, poucos saíram do papel.

### Estados Unidos
Um dos problemas mais graves de cabras ferais dos Estados Unidos surgiu na ilha de São Clemente, na costa do sul da Califórnia. O plano inicial para lidar com a população de cabras envolvia entrar com forças aéreas e tirá-las por meio de helicópteros. A Fund for Animals, uma organização não governamental para tratamento ético de animais, interrompeu essa decisão e sugeriu a alternativa de leiloar as cabras para cidadãos americanos no continente. Este plano eliminou três mil cabras da ilha apenas movendo-as para fazendas do continente para serem domesticadas mais uma vez, e muitas das cabras que não foram compradas foram adotadas pela agência Fund for Animals para protegê-las. Quaisquer cabras restantes foram autorizadas a serem baleadas pela marinha dos Estados Unidos e, a partir de 1991, a ilha foi declarada livre de sua questão de cabras ferais.

## Efeitos da invasão a curto e longo prazo
Cabras ferais em qualquer país causam muitos problemas de longo prazo relacionados à vegetação nativa. Esses problemas são causados pelo sobrepastoreio dessas espécies, bem como pela erosão do solo devido à perda das raízes das plantas. Também afetam espécies de animais nativas porque estão usando uma infinidade de recursos, causando um aumento da competição. Por fim, podem afetar o ecossistema espalhando plantas e ervas daninhas em áreas em que normalmente não são vistas por meio de seus excrementos. Isso eventualmente causa danos porque as espécies nativas de plantas agora têm competição. Além dos danos ambientais, também causam danos à economia ao prejudicar a agricultura e fazer com que o governo gaste para controlá-los.